# 휴먼 센트릭 조명
휴먼 센트릭 조명 기술은 차량 실내조명이 사용자 기분과 상황 따라 능동적으로 변하는 시스템이다.

## 상세
현대모비스가 개발한 휴먼 센트릭 조명 기술은 차량 실내조명이 사용자의 생체리듬과 사용 환경을 인식해 다양한 색상과 밝기, 패턴으로 변신하며 상호 교감하는 기술이다. 대표적으로 운전자 스트레스 및 멀미 저감, 외부 환경 반응, 하차 위험 예방, 문 열림 시 부딪힘 방지, 자외선 살균 조명 등의 기능이 있다.
사용자의 심박이나 눈 깜빡임 등 스트레스 수준을 분석해 스트레스 지수가 높으면 붉은색, 평이한 수준이면 초록색 등 결과에 따라 다른 색깔의 조명을 표시한다. 또 하차 상황에서 안전사고 예방을 위해 사각지대 위험 요소를 센서로 인지해 조명으로 경고 표시를 해주며, 하차 시 문 부딪힘을 방지하기 위해 옆 차와의 거리를 계산해 문 부딪힘 위험도를 색깔별로 표시하는 등 총 32가지 상황별 패턴을 구현할 수 있다.

## 같이 보기
현대모비스
현대자동차그룹